# Geschwader
Geschwader är Luftwaffes organisatoriska motsvarighet till en svensk flygflottilj. I andra tyska truppslag har begreppet historiskt översatts till det svenska skvadron eller eskader.

## Andra världskriget
En Geschwader var den största taktiska enhet och den grundläggande administrativa enheten inom Luftwaffe. Den svenska operativa motsvarigheten är en flygflottilj, styrkemässigt var dock de tyska flygande förbanden betydligt större än de svenska. En Geschwader hade mellan 80 och 160 flygplan, vilket betyder att dess operativa förmåga motsvarade en svensk flygeskader. Chefen för en geschwader hade befattningsbenämningen Geschwaderkommodore; hans tjänstegrad var överste, under kriget även överstelöjtnant eller major, tillsammans med delar av sin stab flög Geschwaderkommodoren stridsuppdrag. Staben hade vanligtvis fyra flygplan till sitt förfogande i sin Stabsstaffel. En Geschwader var organisatoriskt vanligen indelad i tre Gruppen som inbördes numrerades med en romersk siffra. En fjärde Gruppe tillhörde vanligtvis varje Geschwader som ansvarade för taktisk inskolning av nya piloter, denna Gruppe skulle endast undantagsvis användas för stridsuppdrag. Från 1941 började vissa Jagdgeschwaders att utökas till att ha fyra operationella Gruppe.

### Gruppe
En Gruppe var ett flygförband som saknar en direkt svensk motsvarighet. En Gruppe hade mellan 30 och 50 flygplan. Den var indelad i tre eller fyra Staffel. Chefen för en Gruppe hade befattningsbenämningen Gruppenkommandeur ; hans tjänstegrad var major eller under kriget kapten.

### Staffel
En Staffel motsvara en svensk flygdivision och hade mellan 9 och 12 flygplan. Chefen för en Staffel hade befattningsbenämningen Staffelkapitän; hans tjänstegrad var kapten eller löjtnant.

### Typer
- Jagdgeschwader - JG  Jaktflottiljer utrustade med plan som Focke-Wulf Fw 190 och Messerschmitt Bf 109
- Nachtjagdgeschwader - NJG Var nattjaktflottiljer vanligtvis utrustade med radarförsedda jaktplan som Ju 88, Heinkel He 219 och Messerschmitt Bf 110
- Zerstörergeschwader - ZG  Tunga jaktflottiljer utrustade med plan som Messerschmitt Bf 110 och Messerschmitt Me 410
- Schlachtgeschwader - SG  Attackflottiljer för taktisk närsamverkan med armén, utrustade med plan som Junkers Ju 87 Stuka, Focke-Wulf Fw 190 och Henschel Hs 129
- Sturzkampfgeschwader - StG  Störtbombflottiljer för taktisk närsamverkan med armén utrustade med Junkers Ju 87 Stuka, dessa flottiljer döpte senare om till Schlachtgeschwader
- Kampfgeschwader - KG  Bombflottiljer, typiska flygplan var Heinkel He 111, Ju 88, Heinkel He 177 Greif och Dornier Do 17
- Lehrgeschwader - LG Utvärderingsflottiljer som sattes upp för att prova ut ny utrustning och taktik under verkliga förutsättningar.
- Transportgeschwader - TG Transportflottiljer utrustade med plan som Junkers Ju 52/3m och Messerschmitt Me 323